# Tonia Antoniazzi
Antonia Louise Antoniazzi (née le 5 octobre 1971) est une femme politique du parti travailliste britannique. Elle est députée de Gower depuis 2017.

## Jeunesse
Elle est née et grandit à Llanelli d'une mère galloise et d'un père gallois italien. Elle fréquente la St John Lloyd Catholic Comprehensive School et le Gorseinon College. Après avoir étudié le français et l'italien à l'Université d'Exeter, elle obtient un certificat d'études supérieures en éducation (PGCE) de l'Université de Cardiff. Elle est responsable des langues à la Bryngwyn Comprehensive School à Llanelli.
Elle est également une ancienne joueuse de rugby internationale galloise.

## Carrière parlementaire
Elle se présente dans la circonscription du centre et de l'ouest du pays lors de l'élection de l'Assemblée nationale du pays de Galles de 2016. Elle se présente ensuite aux élections législatives de 2017 dans la circonscription de Gower, tenue à l'époque par Byron Davies, du parti conservateur, qui l'avait gagné avec une majorité de 27 voix, ce qui en faisait le siège le plus marginal du Royaume-Uni. Elle gagne avec une majorité de 3.269 voix. Lors de son élection, elle déclare qu'elle entendait être une députée forte de sa circonscription et que "Gower est et sera toujours ma première priorité".
Elle prononce son premier discours le 29 juin 2017 où elle explique comment l'immigration italienne a façonné la culture des cafés au pays de Galles et au Royaume-Uni.
Le 13 juin 2018, Antoniazzi et cinq autres députés travaillistes démissionnent de leurs postes de frontbenchers du parti travailliste pour protester contre la position du Labour sur le Brexit. Le chef Jeremy Corbyn a demandé à ses députés de s'abstenir lors d'un vote qui aurait amené la Grande-Bretagne à rester dans le marché unique en rejoignant l'Espace économique européen (EEE). Les députés démissionnent et votent en faveur de l'EEE.